# La ñata contra el vidrio
 La ñata contra el vidrio  es una película de Argentina filmada en blanco y negro compuesta por cortometrajes que fueron dirigidos por diversos directores sobre su propio guion que se estrenó el 20 de julio de 1972 y contaron con la asesoría de Lucas Demare.
La película episódica La ñata contra el vidrio reúne los cortometrajes realizados por la primera promoción de egresados del Centro de Experimentación y Realización Cinematográfica (llamado Escuela Nacional de Experimentación y Realización Cinematográfica –ENERC- a partir del año 2011), de 1965. Los episodios están basados en noticias sacadas de la crónica periodística, el proyecto contó con el apoyo de diversos entes estatales y la participación de cerca de cien actores.

## Episodios[1]
- La dialéctica tiene sus cositasdirigido por René Palacios Moore.
- El gallo ciego dirigido por Juan Bautista Stagnaro.

Sobre la desaparición de una muchacha. 
- La Resistencia dirigido por Daniel Pires Mateus.

Los obreros ocupan la fábrica en la que trabajan.
- Rosa, Rosa... dirigido por Hugo Quintana.

Un pequeño es asesinado por su madre.  
- Vallejos dirigido por Ricardo René García.

La actividad delictiva de un futbolista.
- Violación dirigido por Jorge Enrique Freeland.

Un grupo de jóvenes de familia adinerada es acusado de violación.

## Comentarios
El Cine Club Núcleo escribió con motivo del estreno de La ñata contra el vidrio:

«El tratamiento no ahorra rebeldías conceptuales ni escenas audaces. Si ocasionalmente se insinúa la tentativa del ensayo primerizo, casi siempre el tratamiento se adapta al guion y en dos sketches (Rosa Rosa y Vallejos) la síntesis narrativa extrema la elocuencia.»